# CLAMP Detective
CLAMP Detective (ＣＬＡＭＰ学園探偵団?, CLAMP Gakuen tantei-dan, lett. "La squadra dei detective dell'Istituto CLAMP") è un manga shōjo scritto e disegnato dalle CLAMP, pubblicato in Giappone sulla rivista Mystery DX di Kadokawa Shoten dal gennaio 1992 all'ottobre 1993. In Italia è stato pubblicato, in seguito alla serie animata, da Star Comics tra gennaio e marzo 2005.
Dal manga è stato tratto un anime di 26 episodi, prodotto dalla Bandai Visual e da Pierrot, e andato in onda in Giappone su TV Tokyo tra il maggio e l'ottobre 1997. Nell'anime fanno la loro comparsa anche i due protagonisti di Polizia scolastica Duklyon con la loro aiutante Eri, e la protagonista di Miyuki nel paese delle meraviglie (dopotutto sono studenti della stessa scuola). In Italia è stato trasmesso, con il titolo CLAMP Detectives, sul canale Italia Teen Television nel 2004.

## Trama
Il famoso 'Istituto CLAMP' ('Clamp School' nell'edizione italiana dell'anime) è un'intera area che comprende istituzioni scolastiche, dalla scuola materna all'università, e annesse zone residenziali e commerciali, rendendolo una vera e propria città. La particolarità di questo istituto, fondato dalla famiglia Imonoyama, è soddisfare i bisogni di ogni singolo studente e della sua famiglia, per rendere un ambiente confortevole in cui lo studente può studiare. Tre dei suoi alunni delle elementari, Nokoru Imonoyama (Noki nell'edizione italiana dell'anime), Suou Takamura (Sato) e Akira Ijuin, fondano un servizio di investigazione (Gakuen tantei-dan in giapponese) per aiutare tutte le donne dell'Istituto.

## Personaggi

Da sinistra: Akira, Nokoru e Suou

### Personaggi principali
Nokoru Imonoyama (妹之山 残?, Imonoyama Nokoru, Noki nell'edizione italiana dell'anime)
Doppiato da: Akemi Okamura (ed. giapponese), Francesco Orlando (ed. italiana)
Frequenta la sesta elementare, ed è anche il presidente dell''associazione degli studenti elementari' dell'Istituto CLAMP. È il figlio più piccolo della famiglia Imonoyama, la famiglia più importante del Giappone, che ha fondato la scuola. Come studente, è uno dei più intelligenti di tutto l'istituto, e perfino la NASA cerca di contendersi la sua presenza. Ha la strana abilità di individuare una donna sofferente nel raggio di due chilometri. Per questa ragione, ha fondato la 'società investigativa' dell'istituto, ed aiutare tutte le ragazze della scuola.
Nokoru appare anche in Polizia scolastica Duklyon, Il ladro dalle mille facce, Tsubasa RESERVoir CHRoNiCLE e X.
Suou Takamura (鷹村 蘇芳?, Takamura Suō, Sato nell'edizione italiana dell'anime)
Doppiato da: Shiho Niiyama (ed. giapponese), Nicola Bartolini Carrassi (ed. italiana)
Frequenta la quinta elementare e ricopre il ruolo di segretario all'interno dell'associazione degli studenti elementari. È un grande artista marziale, con una cintura nera di terzo dan in karate, jūdō, aikidō e kendō ed è anche bravo nel kyūdō. Suou è un discendente di un antico clan ninja, ed ha promesso di proteggere Nokoru per sempre.
Appare anche in CLAMP Gakuen kaikigenshō kenkyūkai jiken file, Il ladro dalle mille facce, Tsubasa RESERVoir CHRoNiCLE e X.
Akira Ijuin (伊集院 玲?, Ijūin Akira)
Doppiato da: Omi Minami (ed. giapponese), Davide Garbolino (ed. italiana)
Frequenta la quarta elementare ed è anche il tesoriere dell'associazione degli studenti elementari. La specialità di Akira è la cucina, passione ereditata dal padre. Vive con le sue due mamme.
Appare anche in Il ladro dalle mille facce, Polizia scolastica Duklyon, Tsubasa RESERVoir CHRoNiCLE e X.

### Personaggi secondari
Nagisa Azuya (梓夜 凪砂?, Azuya Nagisa, Nako nell'edizione italiana dell'anime)
Doppiata da: Haruna Ikezawa (ed. giapponese), Federica Valenti (ed. italiana)
È una studentessa della scuola materna e presidentessa del 'consiglio direttivo della scuola materna'. Suona il flauto molto bene, e la prima volta che viene vista da Suou viene scambiata per una fata. Sua madre è una famosa per la sua danza tradizionale. Si innamora, ricambiata, di Suou.
Utako Okawa (大川 詠心?, Ōkawa Utako, Ako nell'edizione italiana dell'anime)
Doppiata da: Yūko Miyamura (ed. giapponese), Alessandra Karpoff (ed. italiana)
È una studentessa della scuola materna, innamorata di Akira. Per sua fortuna, questo amore è ricambiato, e Utako crede che in futuro sposerà Akira. Appare anche in Il ladro dalle mille facce e brevemente in Tsubasa RESERVoir CHRoNiCLE.

## Manga
Il manga è stato pubblicato sulla rivista Mystery DX a partire dal gennaio 1992 all'ottobre 1993 e successivamente è stato serializzato in 3 tankōbon per conto della Kadokawa Shoten, pubblicati tra l'aprile 1992 e il dicembre 1993. In Italia è stato pubblicato, in seguito alla serie animata, da Star Comics tra gennaio e marzo 2005.

### Volumi
| Nº | Titolo italiano Giapponese 「Kanji」 - Rōmaji | Data di prima pubblicazione          | Data di prima pubblicazione |
| Nº | Titolo italiano Giapponese 「Kanji」 - Rōmaji | Giapponese                           | Italiano                    |
| 1  | CLAMP Detective - File 1 di 3 「ＣＬＡＭＰ学園探偵団 ＦＩＬＥ １」 - CLAMP Gakuen tantei-dan FILE 1 | 30 aprile 1992 ISBN 978-4049246643   | 1º gennaio 2005             |
| 1  | Capitoli - FILE-1. Da qui all'eternità (地上より永遠に?, Koko yori towa ni) - FILE-2. Gli insospettabili (?) - FILE-3. Intrigo internazionale (?) - FILE-4. My Fair Lady (マイ・フェア・レディ?, Mai Fea Redi) |                                      |                             |
| 2  | CLAMP Detective - File 2 di 3 「ＣＬＡＭＰ学園探偵団 ＦＩＬＥ ２」 - CLAMP Gakuen tantei-dan FILE 2 | 1º aprile 1993 ISBN 978-4049246650   | 1º febbraio 2005            |
| 3  | CLAMP Detective - File 3 di 3 「ＣＬＡＭＰ学園探偵団 ＦＩＬＥ ３」 - CLAMP Gakuen tantei-dan FILE 3 | 1º dicembre 1993 ISBN 978-4049246667 | 1º marzo 2005               |

## Anime
CLAMP Detective è stato adattato da Bandai Visual e Pierrot in una serie anime di 26 episodi, non tutti basati sulle storie presenti nei volumi, andati in onda nel 1997 su TV Tokyo. La serie è stata raccolta nel corso degli anni in VHS, LD e DVD. Esclusi gli episodi 1 e 9, i titoli originali fanno riferimento a famosi film cinematografici, perlopiù americani.
In Italia è stato trasmesso su Italia Teen Television dal febbraio al marzo 2004.

### Episodi
| Nº      | Titolo italiano Giapponese 「Kanji」 - Rōmaji - Traduzione letterale                                                                    | In onda           | In onda          |
| Nº      | Titolo italiano Giapponese 「Kanji」 - Rōmaji - Traduzione letterale                                                                    | Giapponese        | Italiano         |
| FILE-1  | Tre magici detectives 「結成！ＣＬＡＭＰ学園探偵団」 - Kessei! CLAMP Gakuen tantei-dan – "Formazione! Detective dell'Istituto CLAMP"    | 3 maggio 1997     | 9 febbraio 2004  |
| FILE-1  | - |                   |                  |
| FILE-2  | Il caso del furto perfetto 「探偵」 - Surūsu – "Sleuth"                                                                                 | 10 maggio 1997    | 10 febbraio 2004 |
| FILE-2  | Il titolo originale fa riferimento al film Gli insospettabili.                                                                          |                   |                  |
| FILE-3  | Il grande cuore di Noki 「マイ・フェア・レディ」 - Mai Fea Redi – "My Fair Lady"                                                        | 17 maggio 1997    | 11 febbraio 2004 |
| FILE-3  | Il titolo originale fa riferimento al film My Fair Lady.                                                                                |                   |                  |
| FILE-4  | Lezioni di cucina 「料理長殿ご用心」 - Shiefu-dono goyōshin – "Chef attenzione alla sala"                                               | 24 maggio 1997    | 12 febbraio 2004 |
| FILE-4  | Il titolo originale fa riferimento al film Qualcuno sta uccidendo i più grandi cuochi d'Europa.                                         |                   |                  |
| FILE-5  | Un'estate meravigliosa 「勝利への脱出・前編」 - Shōri he no dasshutsu zenpen – "Fuga verso la vittoria · prima parte"                   | 31 maggio 1997    | 13 febbraio 2004 |
| FILE-5  | Il titolo originale fa riferimento al film Fuga per la vittoria.                                                                        |                   |                  |
| FILE-6  | Viaggiando tra il presente e il passato 「勝利への脱出・後編」 - Shōri he no dasshutsu kōhen – "Fuga verso la vittoria · seconda parte" | 7 giugno 1997     | 14 febbraio 2004 |
| FILE-6  | Il titolo originale fa riferimento al film Fuga per la vittoria.                                                                        |                   |                  |
| FILE-7  | Il fantasma del museo 「暗くなるまでまって」 - Kuraku naru made matte – "Aspetta fino a quando non diventa buio"                        | 14 giugno 1997    | 15 febbraio 2004 |
| FILE-7  | Il titolo originale fa riferimento al film Gli occhi della notte.                                                                       |                   |                  |
| FILE-8  | Il gran ballo 「舞踏会の手帳」 - Budōkai no techō – "Diario di un ballo"                                                                | 21 giugno 1997    | 16 febbraio 2004 |
| FILE-8  | Il titolo originale fa riferimento al film Carnet di ballo.                                                                             |                   |                  |
| FILE-9  | La fata dei glicini 「我が心に君深く」 - Waga kokoro ni kimi fukaku – "È nel profondo del mio cuore"                                    | 28 giugno 1997    | 17 febbraio 2004 |
| FILE-9  | - |                   |                  |
| FILE-10 | Una girandola di scommesse 「プリティ・リーグ」 - Puriti rīgu – "Pretty League"                                                         | 5 luglio 1997     | 18 febbraio 2004 |
| FILE-10 | Il titolo originale fa riferimento al film Ragazze vincenti.                                                                            |                   |                  |
| FILE-11 | Ladro e gentiluomo (prima parte) 「おしゃれ泥棒・前編」 - Oshare dorobō zenpen – "Ladro alla moda · prima parte"                        | 12 luglio 1997    | 19 febbraio 2004 |
| FILE-11 | Il titolo originale fa riferimento al film Come rubare un milione di dollari e vivere felici.                                           |                   |                  |
| FILE-12 | Ladro e gentiluomo (seconda parte) 「おしゃれ泥棒・後編」 - Oshare dorobō kōhen – "Ladro alla moda · seconda parte"                     | 19 luglio 1997    | 20 febbraio 2004 |
| FILE-12 | Il titolo originale fa riferimento al film Come rubare un milione di dollari e vivere felici.                                           |                   |                  |
| FILE-13 | Caccia al tesoro 「ザッツ・エンタテイメント」 - Zattsu Entateinmento – "That's Entertainment"                                           | 26 luglio 1997    | 21 febbraio 2004 |
| FILE-13 | Il titolo originale fa riferimento al film omonimo.                                                                                     |                   |                  |
| FILE-14 | Un week-end avventuroso 「大脱走」 - Dai dassō – "La grande fuga"                                                                       | 2 agosto 1997     | 22 febbraio 2004 |
| FILE-14 | Il titolo originale fa riferimento al film La grande fuga.                                                                              |                   |                  |
| FILE-15 | C'era una volta in Cina 「ワンス・アポン・ア・タイム イン・チャイナ」 - Wansu apon a taimu in Chaina – "Once Upon a Time in China"      | 9 agosto 1997     | 23 febbraio 2004 |
| FILE-15 | Il titolo originale fa riferimento al film Once Upon a Time in China.                                                                   |                   |                  |
| FILE-16 | L'isola dei sogni 「地上より永遠に」 - Koko yori towa ni – "Da qui all'eternità"                                                        | 16 agosto 1997    | 24 febbraio 2004 |
| FILE-16 | Il titolo originale fa riferimento al film Da qui all'eternità.                                                                         |                   |                  |
| FILE-17 | L'amica del cuore 「プリティ・ウーマン」 - Puriti ūman – "Pretty Woman"                                                                 | 23 agosto 1997    | 25 febbraio 2004 |
| FILE-17 | Il titolo originale fa riferimento al film Pretty Woman.                                                                                |                   |                  |
| FILE-18 | Sarà un grande amore? 「トゥルー・ロマンス」 - Turū romansu – "True Romance"                                                            | 30 agosto 1997    | 26 febbraio 2004 |
| FILE-18 | Il titolo originale fa riferimento al film Una vita al massimo.                                                                         |                   |                  |
| FILE-19 | Un giorno chissà 「ある日どこかで」 - Aru hi dokokade – "Da qualche parte nel tempo"                                                    | 6 settembre 1997  | 27 febbraio 2004 |
| FILE-19 | Il titolo originale fa riferimento al film Ovunque nel tempo.                                                                           |                   |                  |
| FILE-20 | Una tranquilla notte di paura (prima parte) 「華麗なる賭け」 - Karei naru kake – "Una scommessa stupenda"                               | 13 settembre 1997 | 28 febbraio 2004 |
| FILE-20 | Il titolo originale fa riferimento al film Il caso Thomas Crown.                                                                        |                   |                  |
| FILE-21 | Una tranquilla notte di paura (seconda parte) 「大いなる幻影」 - Ōinaru gen'ei – "La grande illusione"                                  | 20 settembre 1997 | 29 febbraio 2004 |
| FILE-21 | Il titolo originale fa riferimento al film La grande illusione.                                                                         |                   |                  |
| FILE-22 | C'è un mistero da risolvere 「許されざる者」 - Yurusarezaru mono – "Imperdonabile"                                                      | 27 settembre 1997 | 1º marzo 2004    |
| FILE-22 | Il titolo originale fa riferimento al film Gli inesorabili.                                                                             |                   |                  |
| FILE-23 | Cercando nell'oscurità (prima parte) 「フェイク」 - Feiku – "Fake"                                                                      | 4 ottobre 1997    | 2 marzo 2004     |
| FILE-23 | Il titolo originale fa riferimento al film Donnie Brasco.                                                                               |                   |                  |
| FILE-24 | Cercando nell'oscurità (seconda parte) 「デュエリスト」 - Dyuerisuto – "Duelist"                                                        | 11 ottobre 1997   | 3 marzo 2004     |
| FILE-24 | Il titolo originale fa riferimento al film I duellanti.                                                                                 |                   |                  |
| FILE-25 | Avventura in metropolitana 「サブウェイ・パニック」 - Sabuuei panikku – "Subway Panic"                                                  | 18 ottobre 1997   | 4 marzo 2004     |
| FILE-25 | Il titolo originale fa riferimento al film Il colpo della metropolitana (Un ostaggio al minuto).                                        |                   |                  |
| FILE-26 | Amici per sempre 「まごころを君に」 - Magokoro wo kimi ni – "A voi la sincerità"                                                        | 25 ottobre 1997   | 5 marzo 2004     |
| FILE-26 | Il titolo originale fa riferimento al film I due mondi di Charly.                                                                       |                   |                  |

### Colonna sonora
In Italia vengono usate le sigle originali. Alcune canzoni usate come sottofondo all'interno degli episodi sono raccolte nell'EP CLAMP Gakuen Tanteidan Mini Sound Track di Maaya Sakamoto (1997).
Sigla di apertura
- Peony Pink (ピアニィ・ピンク?), di ALI PROJECT

Sigla di chiusura
- Yōkoso Metallic Party (ようこそメタリック・パーティー?), di Marble Berry (ep. 1-19)
- Gift, di Maaya Sakamoto (ep. 20-26)

## Libri
1. CLAMP Gakuen kōshiki Guide Book (ＣＬＡＭＰ学園公式ガイドブック?), Kadokawa Shoten, 1997.
2. CD mini bunko (ＣＤ ｍｉｎｉ文庫?), 1997.

## Richiami in altre opere
L'istituto è presente anche nelle opere CLAMP Magic Knight Rayearth, Polizia scolastica Duklyon, Il ladro dalle mille facce e X. Quest'ultimo in particolare estende la storia dell'istituto, rivelando, nel corso della sua costruzione, che la richiesta proveniva da Tohru Magami, al quale serviva un posto per far esercitare il figlio, Kamui Shirou, nell'uso della sacra spada, in modo da farlo preparare ad una battaglia apocalittica che si verificherà nel 1999. Il direttore dell'istituto dovette accettare la richiesta di Tohru Magami consistente nel cambio della forma della scuola in un pentacolo, con la conseguenza di dover muovere completamente o quasi completamente molti edifici per poter far prendere al terreno quelle determinate sembianze.